# 山陽高等学校
山陽高等学校（さんようこうとうがっこう）は、広島県広島市西区観音新町にある私立高等学校。

## 沿革
- 1907年4月8日 - 広島市竹屋村（現・広島市中区宝町; フジグラン広島付近）にて私立広陵中学校を運営する鶴虎太郎に、広島市平田屋町（現・広島市中区本通）にて呉服商を営む石田米助が出資。中学校令により文部大臣の許可を得て、私立広陵中学校を設立（校主: 石田米助、校長: 鶴虎太郎）。
- 1920年夏 - 石田米助の死後に跡を継いだ長男・石田真一校主と鶴虎太郎校長との間で学校運営をめぐる対立が表面化。
- 1920年11月 - 石田真一校主、鶴虎太郎へ校長解任を通告。一連の校主側と校長側との対立が「（第一次）広陵事件」として全国に報道される。
- 1921年3月 - 仲裁の結果、学校分割を決定。石田校主側は広陵中学校を山陽中学校に改称するとともに運営母体として財団法人山陽中学校を設立し、理事長兼校長に就任。鶴校長側は田中イト他の出資を得て新たに宇品に財団法人広陵中学校を設立し独立（現・広陵高等学校）。
  - 石田真一はその後、山陽高等女学校（現・山陽女学園中等部・高等部）の設立にも携わった。現在の山陽高校と山陽女学園との間に直接的な関係は無いが、両校とも「山陽」の名を冠している。
- 1932年3月 - 運営母体「財団法人山陽中学校」を「財団法人石田学園」に改称。
- 1933年1月27日 - 山陽商業学校を併設。
- 1945年8月6日 - 広島市への原子爆弾投下により学園の全校舎・付属建物及び備品のすべてを焼失。石田賢一校長以下教職員19人・生徒486人死亡。
- 1947年3月31日 - 学制改革により新制山陽中学校併設。
- 1948年5月3日 - 学制改革により新制山陽高等学校普通科、商業科に改める。
- 1948年6月1日 - 高等学校に定時制課程（普通科・商業科）を置く。
- 1951年3月13日 - 私立学校法の改正に伴い、運営母体「財団法人石田学園」を「学校法人石田学園」に改組。
- 1960年1月26日 - 現在地に工業科（機械科、電気科）を創設。
- 1966年4月1日 - 全課程を宝町校地より観音新町校地に移転。
- 1967年4月1日 - 石田学園、広島経済大学を開学。本校は付属校として推薦入試枠を持つ。
- 1971年 - 広島経済大学校地の法面崩落による復旧工事と近隣農家への損害賠償をめぐり、石田学園の不正経理疑惑が発覚。折からの授業料大幅値上げも重なり、学園経営者側と教職員組合が対立。
- 1972年4月1日 - 仲裁の結果、山陽中・高等学校は石田学園より分離され、新たに発足した「学校法人広島山陽学園」の経営する学校となる。中学校生徒募集停止。
- 1975年4月1日 - 電気科生徒募集停止。
- 1993年4月1日 - 普通科にAコース、体育コース設置、商業科を情報処理科へ改組。
- 2000年4月1日 - 普通科に国際情報コース設置。
- 2003年4月1日 - 普通科(一般)に選択パック制導入。
- 2007年 - 創立100周年。グラウンド人工芝敷設。10月28日に100周年記念のイベントが広島県立総合体育館にて開催された。
- 2011年 - 男女共学となる。
- 2012年 - 情報処理科を情報会計科へ改組。
- 2016年 - 110周年の記念事業として建設を進めていた新校舎（本館）の竣工。8月1日、平成28年度の「道路ふれあい月間」における道路愛護団体等の国土交通大臣表彰を受ける[1]。
- 2017年 - 機械科を工学科へ改組。110周年を迎え、4月19日に110周年の記念式典が同校体育館にて開催。5月25日、高校生が運営するオンラインショッピングモール「まなびや」に中国地方で初めて参加し、「山陽まなびや」をオープン。
- 2024年 - 情報会計科の募集停止。

## 部活動
サッカー部
全国高等学校サッカー選手権大会に8回出場しており、第46回で優勝している。2019年3月、暴力などのいじめが発覚し活動停止の処分となったが、2019年4月より新校長の下、監督・コーチを刷新して活動を再開した。
ホッケー部
ホッケー部は草創期からの強豪として知られ、特に昭和30年代に黄金時代を築いた。戦前、全国中等選手権で2度の優勝の後、1949年全国高校選手権で戦後初優勝を果たすと以後、毎年選手権・国体で優勝争いを演じ、選手権で四連覇を含む優勝8回、国体は四連覇を含む優勝12回を飾った。全盛期の山陽は無敵で全日本ホッケー選手権大会に優勝した明治大学ホッケー部に勝つほど。
山陽ホッケー部の創部は1922年と古いが、広島県内では他の学校にホッケーは普及しなかった。野球、サッカー、バレーボールなどが県内のライバルとの競り合いで強くなったのに比べ、山陽の場合は地元に練習相手もいない状態で強くなった特異なケースであった。
獲得した全国タイトルは、計23回（インターハイ10回・国体12回・全国高校選抜1回）である。
山陽OBで固めた広島クラブも第1回の国体で初優勝、国体は六連覇を含む優勝11回、日本選手権で優勝2回。さらに主力を山陽OBで固めたマツダオート広島が昭和40年代から50年代に黄金期を築き、全日本実業団で十連覇を果たした。またこの間多くの日本代表選手を輩出、1964年東京オリンピックではホッケー男子日本代表の3分の1が山陽高校OBだった。当時「広島はホッケー王国」と呼ばれた。また近年「日本有数のホッケーの里」となっている島根県奥出雲町は、1973年に島根国体（1982年）のホッケー会場に決まったことを契機とするものだが、横田高校、仁多中学校、横田中学校にホッケーチームが発足された際には山陽OBが指導に出向いた。
1992年に山陽高が国体を制して以降、広島県勢の全国制覇はなかったが、ホッケー日本リーグ女子のコカ・コーラウエストレッドスパークス（現・コカ・コーラレッドスパークス）が日本リーグ2010-11シーズン優勝を果たした。
野球部
全国高等学校野球選手権広島大会優勝2回、夏の甲子園・全国高等学校野球選手権大会出場2回。
- 1990年 第72回全国高等学校野球選手権大会 - ベスト4。初出場で初戦の葛生高校(栃木県代表)戦9回裏2死無走者から3点差をひっくり返して逆転勝ちするなどミラクル山陽と呼ばれる活躍でベスト4に進出した。
- 1994年 第76回全国高等学校野球選手権大会 - 初戦敗退。

## 著名な出身者

### 野球
- 吉本文弘（1988年卒、元プロ野球選手、現プロ野球審判員）
- 山口和男（1993年卒、元プロ野球選手、オリックス・バファローズ）
- 金川直樹（1999年卒、元プロ野球選手、横浜ベイスターズ）
- 森原康平（2009年卒、プロ野球選手、横浜DeNAベイスターズ）
- 中川皓太（2012年卒、プロ野球選手、読売ジャイアンツ）

### サッカー
- 大石信幸（1958年卒、元サッカー日本代表選手）
- 宮本輝紀（1959年卒、元サッカー日本代表選手）
- 岡光龍三（1959年卒、元東洋工業サッカー部選手）
- 上久雄（1960年卒、元サッカー日本代表選手）
- 国枝強（1963年卒、元サッカー日本代表選手）
- 崎谷誠一（1969年卒、元サッカー日本代表選手・現Jリーグマッチコミッショナー）
- 河野和久（1969年卒、元サッカー日本代表選手）
- 小滝勇一（1973年卒、元広島フジタSC選手・監督）
- 佐藤康之（1985年卒、元プロサッカー選手・Jリーグサンフレッチェ広島F.C選手）
- 竹村栄哉（1992年卒、プロサッカー選手・Jリーグ）
- 大杉誠人（2001年卒、プロサッカー選手・Jリーグ）
- 猿田浩得（2001年卒、プロサッカー選手・現シンガポールサッカーリーグ・バレスティア・カルサ所属）
- 三村真（2007年卒、プロサッカー選手・Jリーグ）

### ホッケー
- 小島博（ローマオリンピック元日本代表）
- 綿田道則（ローマオリンピック元日本代表）
- 山崎久寿（ローマオリンピック元日本代表）
- 木原征治（1960年卒、ローマオリンピック・東京オリンピックホッケー元日本代表、元男子代表監督）
- 山岡敏彦（東京オリンピックホッケー元日本代表）
- 高島昭男（東京オリンピック・メキシコオリンピックホッケー元日本代表）
- 田中博司（東京オリンピック・メキシコオリンピックホッケー元日本代表）

### ボクシング
- 小島英次（1996年卒、元プロボクサー）
- 坂田健史（1999年卒、元プロボクサー）

### セパタクロー
- 寺本進（1994年卒、セパタクロー日本代表）
- 高野征也（2007年卒、セパタクロー日本代表キャプテン・エース）

### スポーツその他
- 市原則之（1959年卒、元ハンドボール日本代表選手・日本代表監督・日本オリンピック委員会専務理事）
- 中谷雄英（広陵高校 へ転学、オリンピック柔道金メダリスト)
- 無良隆志（1979年卒、フィギュアスケート選手）
- 前反祐一郎（1992年卒、競輪選手）
- 真野友博（走高跳選手）[11]

### 政治
- 松井旭[12]（元千葉市長、在任期間 1977年 - 2001年(六期)）2002年勲二等瑞宝章受章
- 山下三郎（1947年卒、政治家、元廿日市市市長）
- 畦元将吾（1976年卒、自由民主党衆議院議員）

### 経済
- 松井義男（1923年卒、実業家、ダイワ精工創業者）
- 大野幸一（1993年卒、実業家・コンサルタント）

### 文化
- 大佐古一郎（1933年卒、ジャーナリスト・中国新聞記者）

旧制中学卒。原爆被災から戦後の再建までを含む時期に記者をつとめ、当時の日記をもとに『広島 昭和二十年』（中公新書）を著した。
- ハリー・K・フクハラ（1938年卒、通訳、アメリカ陸軍情報部軍人）

山崎豊子の小説『二つの祖国』の主人公・天羽賢治のモデルの一人。
- 田中宏 (1988年卒、漫画家）

代表作『BADBOYS』に、当校をモデルにしたと思しき不良校が登場する。田中が在籍していた1980年代当時の当校は劇中で描かれるような荒れた学校だった。
- 野村宗弘（1993年卒、漫画家）

### 芸能
- 西城秀樹（歌手）

ただし芸能界デビューのため明大中野高校定時制（東京都）に転校した。
- 西田一生（振付師）
- 中本幸一（お笑いコンビ ツーナッカン、吉本興業）
- 田中貴志（1982年卒、ミュージシャン、音楽プロデューサー）

## 指導者
- 松月秀雄（同校元校長、教育学者、東京理科大学元学長）
- 尾川正二（同校元国語科教員〔1947年 - 1955年〕、国文学者）
- 渡部英麿（同校サッカー部元部長兼監督）
- 鈴木康仁（同校サッカー部元監督〔1987年 - 1998年〕）
- 三原新二郎（同校野球部元監督〔2006年 - 2010年〕）
- 青戸あかね（同校女子ハンドボール部監督〔2011年 - 現在〕）

## アクセス
- 広電バス[13] 山陽学園前バス停 下車
  - 3号線：広島駅 - 八丁堀 - 紙屋町 - 市役所前 - 加古町 - 舟入本町 - 旭橋入口 - 観音新町三丁目 - 山陽学園前 → 観音マリーナ
  - 8号線：横川駅 - 中広二丁目 - 天満町 - 旭橋入口 - 観音新町三丁目 - 山陽学園前 → 観音マリーナ